# Чанаккале-1915 (міст)
Чанаккале (тур. Çanakkale 1915 Köprüsü) — підвісний міст, розташований на північно-східному кінці протоки Дарданелли між містами Геліболу та Лапсекі провінція Чанаккале, Туреччина або між півостровом Галліполі у Фракії та півостровом Біга в Анатолії.
Довжина — 3869 м. Його вежі споруджувалися у воді. Віадуки на анатолійській стороні має 650 м, а на фракійській — 900 м довжини. Розташований приблизно за 200 км від Стамбула. Це найдовший підвісний міст у світі по довжині головного прольоту — 2023 м, що перевершує попередній рекорд Великий міст протоки Акасі в Японії — 1991 м. Міст має ширину 36 м та три смуги руху в кожному напрямку.
Міст є складовою проєкту автостради Кинали — Текірдаг — Чанаккале — Баликесір. Автомагістраль має 354 км завдовжки, 31 віадуків, п'ять тунелів, 30 розв'язок та 143 шляхопроводи.
Будівництво мосту здійснив консорціум південнокорейських Daelim і SK Group, та турецьких Limak Holding й Yapı Merkezi, який виграв тендер 26 січня 2017 року, пропонуючи найбільш ранню дату завершення. Контракт на будівництво був підписаний міністром землі, інфраструктури та транспорту Південної Кореї та міністром транспорту, моря та комунікацій Туреччини 16 березня 2017 року. Початок будівництва мосту — 18 березня 2017 року. Кошторисна вартість будівництва 2,8 млрд дол. США. Відкриття мосту планувалося на 2023 рік, будівництво завершилось 19 лютого 2022 року.

## Символізм
Деякі цифри мають певний сенс. Так назва «1915» та дата «18 березня» (старт робіт) пов'язані з османською військово-морською перемогою 18 березня 1915 року під час Дарданелльської операції. Довжина головного прольоту моста «2023» метри й очікувана дата відкриття «2023» відносяться до сторіччя Турецької республіки у 2023 році.

## Галерея

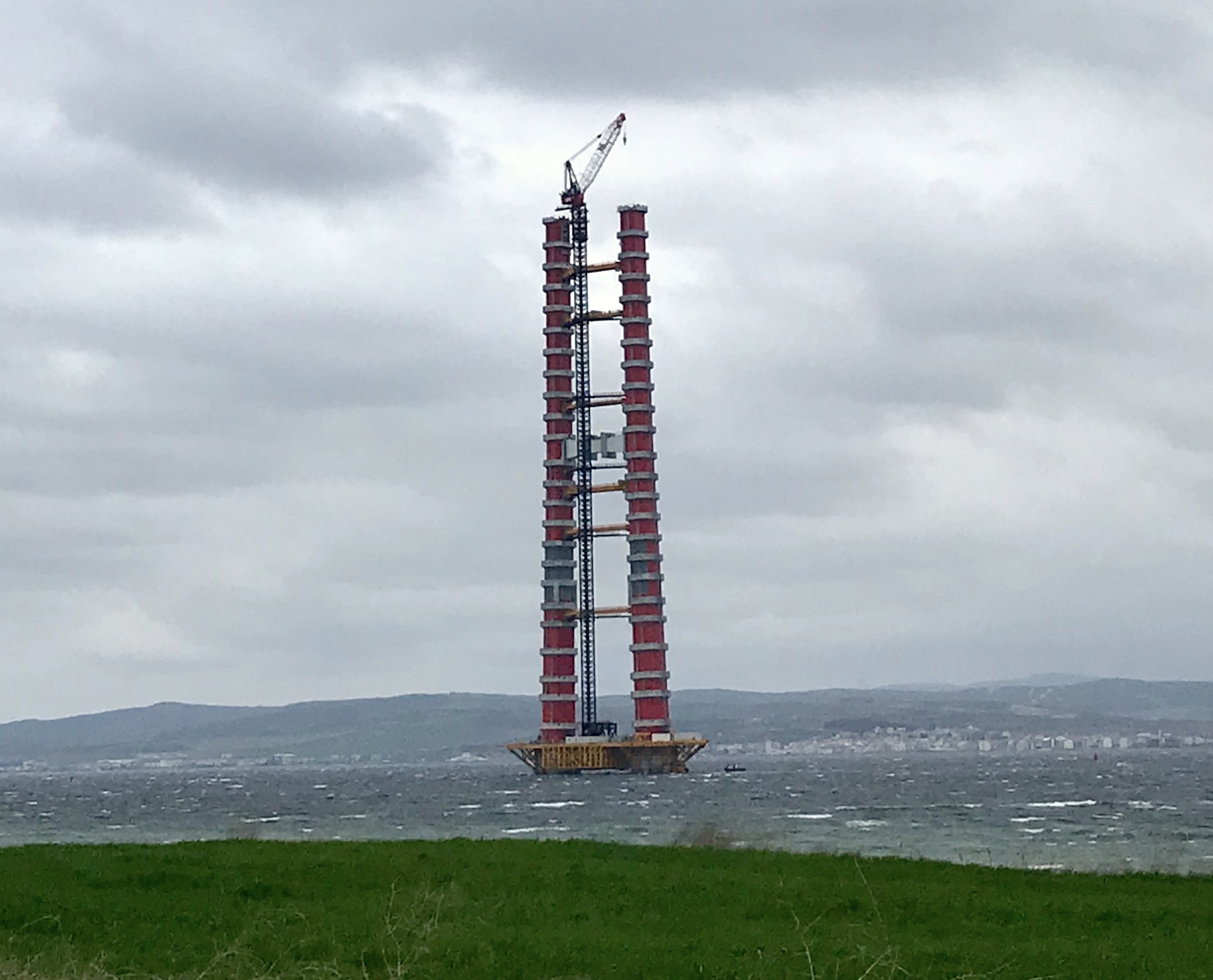
Західний пілон, березень 2020 року
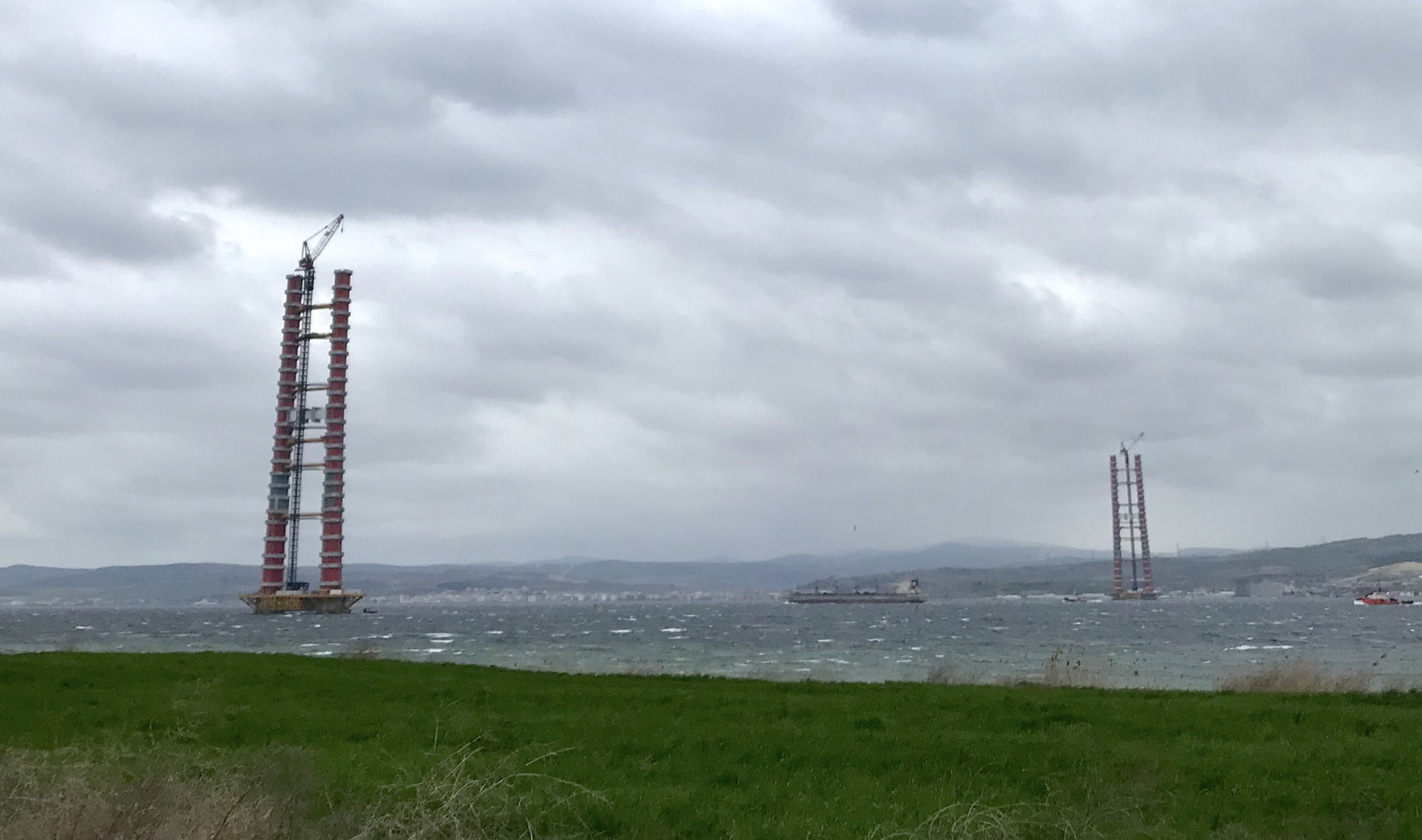
Вигляд з європейського боку, березень 2020 року
Порівняння відомих мостів